# Ofelya Hambardzumyan
Ofelya Karapeti Hambardzumyan (en arménien : Օֆելյա Կարապետի Համբարձումյան ; 9 janvier 1925 - 13 juin 2016) était une chanteuse arménienne spécialisée dans la musique folk,.

## Biographie
Dès son plus jeune âge, sa voix lui confère une certaine reconnaissance. Elle suit une formation de perfectionnement vocal à l'École de musique Romanos Melikyan. En 1944, elle devient une chanteuse solo pour l'Orchestre des instruments folkloriques de la radio arménienne (Armenian Radio Orchestra Of Folk Instruments) dirigé par Aram Merangulyan pour lequel elle s'investit.
Son répertoire comprend des classiques de la musique arménienne, « ashoughakan » et des chansons folkloriques. Elle est surtout reconnue pour ses interprétations de chansons ashough de Sayat-Nova, parmi lesquelles Յարէն Էրուած իմ (Yaren ervac im), Յիս Կանչում եմ լալանին (Yis Kanchum em Lalanin) et bien d'autres. Elle interprète également les musiques de Fahrad, Jivani et Sheram. De plus, elle s'illustre dans l'interprétation des chansons de ses contemporains ashughs que sont Shahen, Havasi, et Ashot. Elle a même souvent été la première interprète de leurs chansons.
Ofelya Hambardzumyan décède le 13 juin 2016.

## Récompenses
- Artiste populaire de la République socialiste soviétique d'Arménie (1959)
- Médaille Mesrop Mashtots pour sa contribution significative à la chanson arménienne de l'art[4]